# Ogólnopolski Konkurs Kolęd i Pastorałek „Gaudium Magnum”
Ogólnopolski Konkurs Kolęd i Pastorałek "Gaudium Magnum" odbywa się w Chełmnie od 2006 roku.

## Cele
- Prezentowanie dorobku artystycznego chórów i zespołów wokalnych.
- Pobudzanie zainteresowania muzyką chóralną.
- Upowszechnianie w społeczeństwie wartościowych artystycznie kolęd i pastorałek.
- Konfrontowanie osiągnięć, wymiana doświadczeń i nawiązanie współpracy pomiędzy chórami.
- Doskonalenie poziomu wykonawczego amatorskich zespołów chóralnych.

## Historia
- 2006-I Edycja
- 2007-II Edycja
- 2008-III Edycja
- 2009-IV Edycja
- 2010-V Edycja

## Organizatorzy
- Parafia św. Józefa w Chełmnie
- Chór mieszany Collegium Cantorum w Chełmnie
- Stowarzyszenie Przyjaciół Chóru Collegium Cantorum w Chełmnie

## Uczestnicy
W konkursie mogą biorą udział chóry amatorskie w kategoriach:
- zespoły wokalno – instrumentalne
- chóry jednorodne
- chóry mieszane
- chóry kameralne
- chóry parafialne
- chóry akademickie

## Laureaci
Przyznawane są nagrody:
- Grand Prix
- I miejsce – 91-100 punktów – złoty dyplom
- II miejsce – 81-90 punktów – srebrny dyplom
- III miejsce – 71-80 punktów – brązowy dyplom

### Grand Prix
- 2006 – Chór "Canto"
- 2007 – Chór Mieszany "Cantate Domino" przy parafii Ofiarowania Pańskiego w Warszawie
- 2008 – Akademicki chór „Bel Canto” – Wyższej Szkoły Informatyki i Ekonomii TWP w Olsztynie
- 2009 –
- 2010 – Poznański Chór Kameralny